# レオポルト・フェルディナント・フォン・エスターライヒ＝トスカーナ
レオポルト・フェルディナント・フォン・エスターライヒ＝トスカーナ（ドイツ語: Leopold Ferdinand von Österreich-Toskana, 1868年12月2日 - 1935年7月4日）は、オーストリア＝ハンガリー帝国の皇族。貴賤結婚のために皇籍を離脱してレオポルト・ヴェルフリング（Leopold Wölfling）を名乗った。

## 生涯

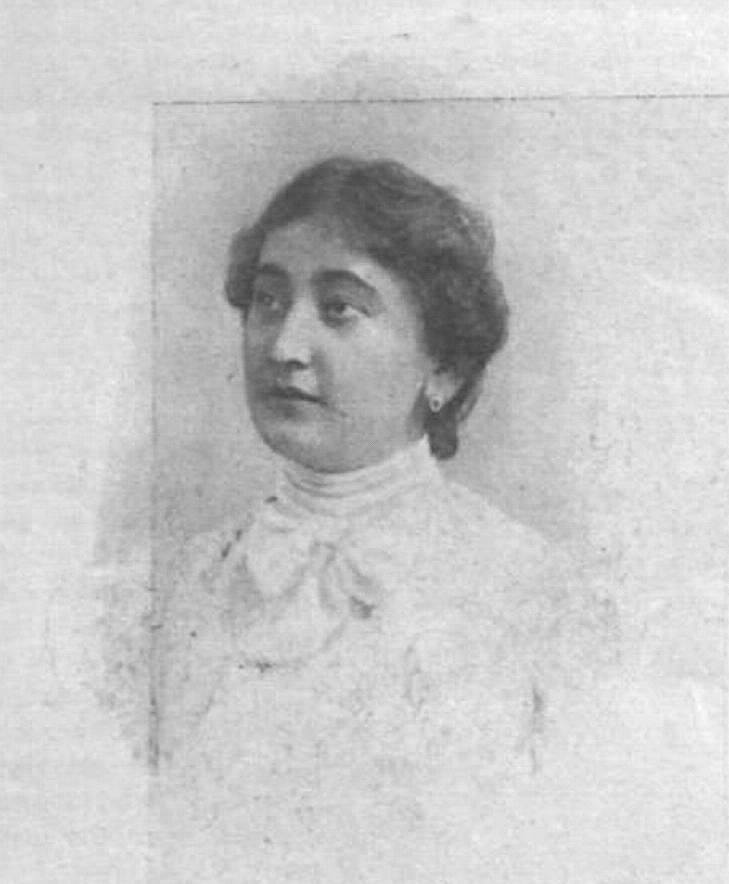
売春婦だった最初の妻ヴィルヘルミーネ

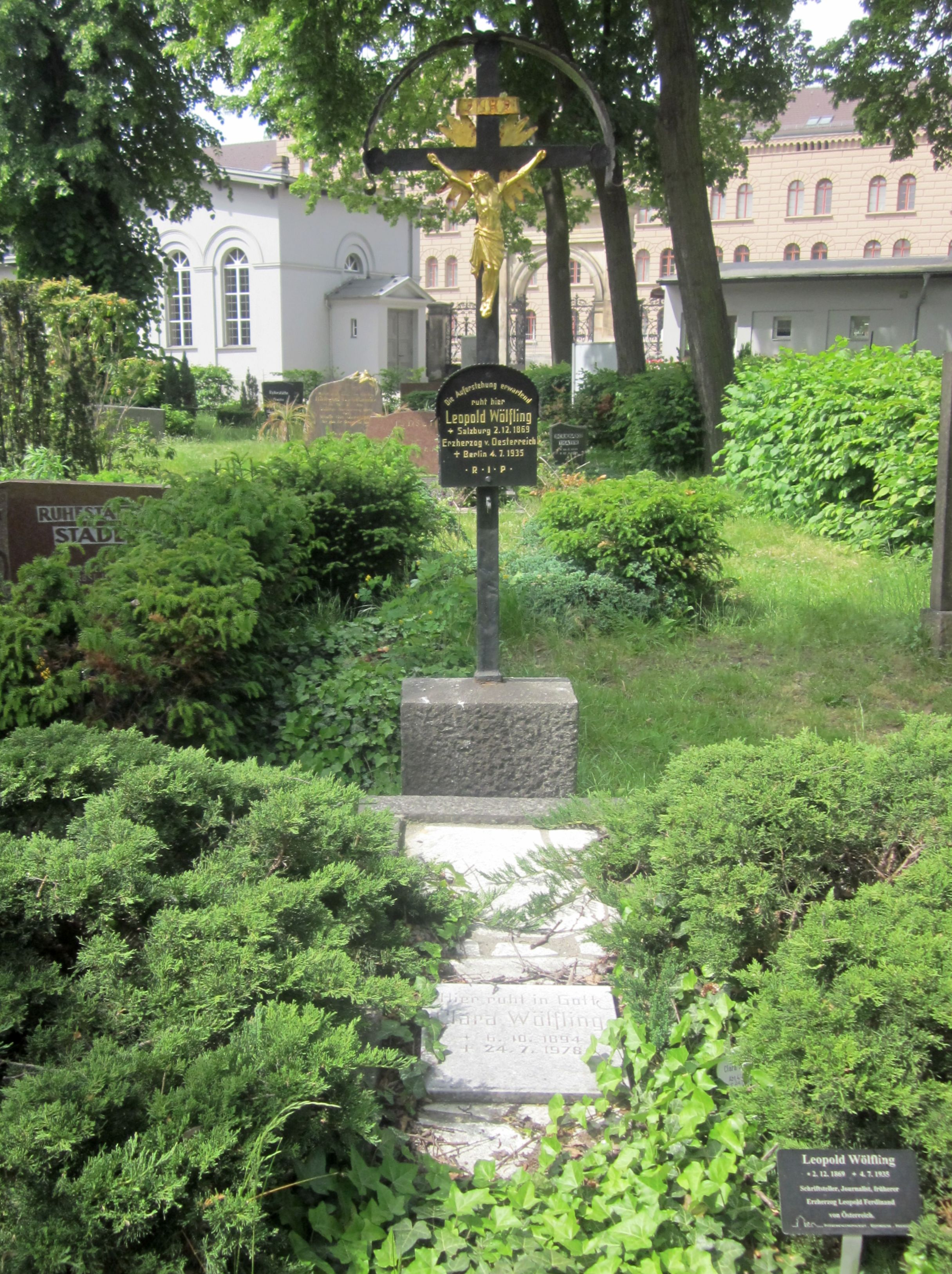
ベルリン・クロイツベルクにあるレオポルトの墓

最後のトスカーナ大公フェルディナンド4世とその妻アリツィア・フォン・ブルボン＝パルマの間に、長男として生を享けた。出生時、トスカーナ大公国はすでにサルデーニャ王国に併合されて消滅していたので、レオポルトは子供時代をザルツブルクで過ごした。
スペイン王位請求者「カルロス7世」ことマドリード公カルロスの娘エルヴィラとの婚姻を望んだが、混乱したスペイン国内政治に巻き込まれることを避けたい皇帝フランツ・ヨーゼフ1世の反対により実現しなかった。
その後、売春婦であるヴィルヘルミーネ・アダモヴィチ（Wilhelmine Adamovic）との恋に落ちた。激怒した皇帝によってドイツの精神病院に入れられたが、1903年7月に皇籍を離脱して彼女と結婚した。しかしヴィルヘルミーネはのちに菜食主義に傾倒、レオポルトはその生活に我慢できなくなり1907年に離婚した。
ヴィルヘルミーネと離婚してからわずか数か月、ミュンヘンの売春婦マリア・リッター（Maria Ritter）と再婚した（のちに離婚）。
ハプスブルク君主国の崩壊後、旧皇宮の観光ガイドなどの仕事に就いた。
1933年、24歳年下の鉄道員の娘と、3度目の結婚をした。